# Guy Lyon Playfair
Guy Lyon Playfair (Quetta, India; 5 de abril de 1935-Londres, Inglaterra; 8 de abril de 2018) fue un escritor británico, conocido por sus libros sobre parapsicología y su investigación sobre el poltergeist de Enfield.

## Biografía
Nació en Quetta, India británica; uno de los dos hijos del oficial del ejército británico y escritor I. S. O. Playfair y la novelista Jocelyn Malan. Fue educado en Inglaterra y estudió idiomas modernos en la Universidad de Cambridge. Después de completar el Servicio Nacional como traductor con la Real Fuerza Aérea británica en Irak, siguió una carrera en periodismo y trabajó para la revista Life. A principios de la década de 1960 se mudó a Río de Janeiro, donde trabajó durante los siguientes 10 años como periodista independiente para varias revistas de negocios internacionales, incluyendo The Economist, Time, The Guardian y Associated Press. También sirvió durante cuatro años en el equipo de prensa de la Agencia de los Estados Unidos para el Desarrollo Internacional.
En Brasil se interesó por primera vez en lo paranormal, luego de una experiencia directa con un curandero psíquico. En 1973 investigó un fenómeno de poltergeist en un apartamento privado en São Paulo y ese mismo año se unió a la Sociedad para la Investigación Psíquica, siendo elegido miembro de su consejo en 2004.
En su primer libro publicado en 1975, The Flying Cow, trató sobre el tema de los fenómenos paranormales brasileños, incluidos los eventos relacionados con Francisco Cándido «Chico» Xavier y Zé Arigó. Su segundo libro The Indefinite Boundary, fue publicado en 1976. Luego investigó el famoso caso del poltergeist de Enfield en 1977.

## Poltergeist de Enfield
Playfair es más famoso por su respaldo al poltergeist de Enfield. Investigó el caso junto con el inventor Maurice Grosse en 1977. Aunque Playfair sostuvo que el lugar estaba genuínamente encantado –llegando a escribir en su libro This House Is Haunted: The True Story of a Poltergeist (1980) que una «entidad» era la culpable de los disturbios de Enfield– a menudo dudaba de la veracidad de los niños y se preguntaba si hacían trucos y exageraban. Sin embargo, Grosse y Playfair creían que, aunque algunas de las supuestas actividades poltergeist fueron falsificadas por las chicas, otros incidentes eran genuinos. La creencia de Playfair de que los poltergeists son espíritus traviesos e incorpóreos influyó en la investigación paranormal de Colin Wilson.
Al respecto, el investigador escéptico Joe Nickell escribió: «Como mago experimentado en la dinámica del engaño, he examinado cuidadosamente el extenso relato de Playfair sobre los disturbios en Enfield y he llegado a la conclusión de que se explican mejor como bromas de niños».
Los demonólogos estadounidenses Ed y Lorraine Warren también visitaron la casa de Enfield en 1978. Playfair afirmó que los Warren no investigaron realmente el caso y expresó su frustración con la película de 2016 The Conjuring 2, la cual dramatiza el caso Enfield y, según Playfair, exagera enormemente la participación de Warren. A pesar de su participación en el caso, Playfair no figura como personaje en la película.

## Vida posterior
Además de investigar otros casos de poltergeists y fantasmas, realizó experimentos con médiums e investigó fenómenos de psicoquinesis y doblado de metales. Playfair fue descrito como un «devoto creyente en Uri Geller» y colaboró con él en el libro de 1986 The Geller Effect. Fue un "consultor psíquico" en la infame producción de la BBC Ghostwatch que se emitió la noche de Halloween de 1992 en el Reino Unido.
También estaba particularmente interesado en los casos de telepatía entre gemelos idénticos, publicando el libro Twin Telepathy: the Psychic Connection en 2002.
Estuvo activo en la investigación psíquica hasta poco antes de su muerte el 8 de abril de 2018.

## Recepción
En su libro The Flying Cow, Playfair expresó su admiración por el médium brasileño Chico Xavier. Una reseña del New Scientist escribió: «Muchos libros hacen un mal uso de la ciencia para engañar al lector (y quizás también al autor, y The Flying Cow es solo uno más)». El escritor científico Martin Gardner criticó el respaldo que Playfair le dio a Geller y lo describió como un «escritor pirata sobre lo oculto».
El mago Ben Harris, autor del libro Gellerism Revealed: The Psychology and Methodology Behind the Geller Effect, muestra fotografías paso a paso y explica el proceso de doblado de llaves y cubiertos mediante trucos. Al revisar el libro de Playfair y Geller, Harris concluyó que Playfair no era un observador experimentado de prestidigitaciones y fue engañado por los trucos de Geller. Según Harris, «el Sr. Playfair resulta ser un observador débil debido a su propia confianza equivocada en sus habilidades como observador... [él] se apresura a crucificar a los escépticos, a los magos y a casi cualquier persona que haya cuestionado el mito de Geller».
En una reseña de The Geller Effect, el parapsicólogo Michael Goss escribió «Playfair proporciona poca evidencia para apoyar la existencia de poderes paranormales. Su teoría principal se reduce al hecho de que, debido a que tanta gente imita la técnica de la cuchara, alguien con habilidades paranormales reales debe haberlo comenzado». Richard Whittington-Egan, en una reseña del libro de Playfair, This House is Haunted, escribió «un poco de credulidad en algunas áreas, pero su valor como un escrutinio más capaz de un embrujo moderno clásico lo convierte en una adición indispensable a la literatura relativamente escasa sobre investigación poltergeist a gran escala en el campo».